# 栗园庄站

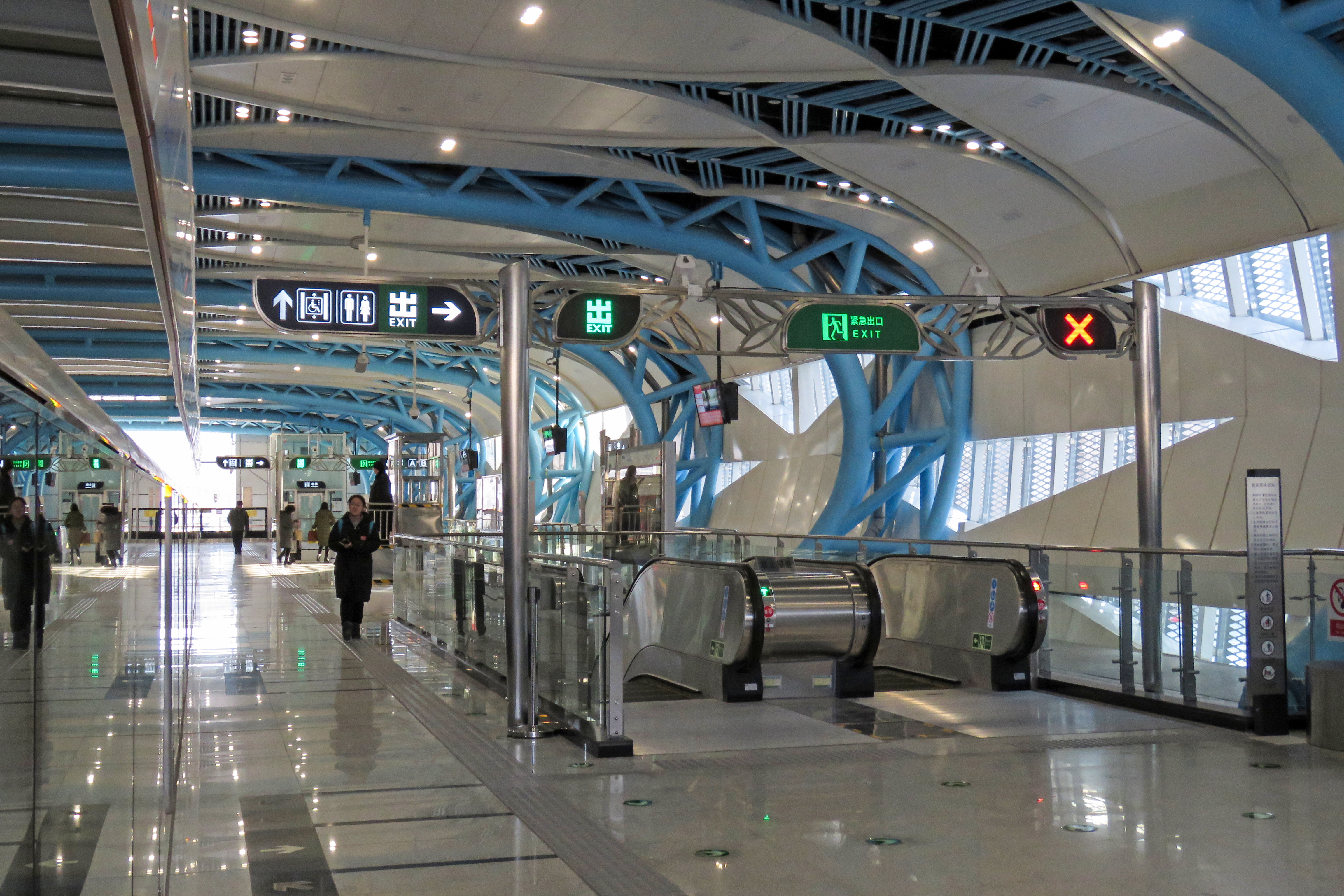
栗园庄站站台（石厂方向）（2018年1月摄）

栗园庄站（原名矿务局站）是一个位于中国北京市门头沟区永定地区栗园庄村新城大街与蓮石湖西路交叉口南側，属于S1线的地铁车站。此车站于2017年12月30日开通。

## 车站结构

### 车站楼层
| 地上三层 站台层 | 侧式站台，右側開门     | 侧式站台，右側開门               |
| 地上三层 站台层 | █ S1线往石厂（小园）   |                                  |
| 地上三层 站台层 | █ S1线往苹果园（上岸） |                                  |
| 地上三层 站台层 | 侧式站台，右側開门     |                                  |
| 地上二层 站厅层 | 站厅                   | 客务中心、自动售票机、进出站闸机 |
| 地面层          | 出入口                 | A－B出入口                       |

### 站台
栗园庄站设2个侧式站台，这两个站台均设有半高屏蔽门。通往站厅的直梯位于站台南端。

## 出入口
本站目前有2个出入口，位于上永路东西两侧，其中A口位于路西，B口位于路东，每个出入口均设有升降机。
|                           |        |                                    |      |            |
| 編號                      | 指示   | 建議前往目的地                     | 照片 | 无障碍设施 |
| 出口 · A · 1              | 永安路 | 永安路（南侧）、莲石湖西路（南侧） |      | 不適用     |
| 出口 · A · 2 · 升降机标志 | 永安路 | 永安路（南侧）、莲石湖西路（南侧） |      |            |
| 出口 · B · 1              | 永安路 | 永安路（南侧）、莲石湖西路（南侧） |      | 不適用     |
| 出口 · B · 2 · 升降机标志 | 永安路 | 永安路（南侧）、莲石湖西路（南侧） |      |            |
| 註： 設有                 |        |                                    |      |            |